# پیرینو گاواتنزی
پیرینو گاواتنزی (ایتالیایی: Pierino Gavazzi؛ زادهٔ ۴ دسامبر ۱۹۵۰) دوچرخه‌سوار اهل ایتالیا است.

## باشگاهی
از باشگاه‌هایی که در آن رکاب زده‌است می‌توان به تیم دوچرخه‌سواری آتالا اشاره کرد.